# 杀死一只知更鸟
《杀死一只知更鸟》，是一部於1960年出版的小說，由美國作家哈波·李創作，榮獲1961年普利策奖。此書剛出版便獲得極大成功，取材自作者對其家人與鄰居的觀察及發生在作者10歲時（1936年）故鄉附近的一起事件。雖然故事題材涉及種族不平等與強暴等嚴肅議題，其文風仍溫暖風趣。小說以六歲小女孩絲考特·芬奇的視角來敘事，她的父親阿提克斯·芬奇在書中為道德端正的角色，亦是正直律師的典範。一名評論家如此解釋小說有巨大影響力的原因：「在二十世紀，《梅岡城故事》大概是美國最廣為閱讀的種族相關書籍，而它的主角阿提克斯·芬奇則塑造了種族正義最不朽的小說形象」。
《梅岡城故事》是一部南方哥德小說與教育小說，主題涉及種族歧視與濫判無辜。學者指出哈波·李著墨於階級、勇氣、同理心，以及美國南部諸州性別角色議題。在英語系國家，《梅岡城故事》常被納入學校教材中，传递寬恕和反偏見的信息。《梅岡城故事》也因其种族歧视性语言而被列为文学挑战性书目（有部分爭議性的書籍）。
書評們對該小說的評價相當不一。雖然对小说的文学分析甚少，但因其销量巨大而在教育界廣為使用。作家玛丽·麦克多诺·墨菲从一些作家和出版社那里搜集意见后，認為小说的成功是个“令人吃惊的现象”。1962年，小说被改编为同名奥斯卡获奖电影。自1990年起，由小说改编的戏剧在作者故乡門羅維尔年年上演。2015年，李创作于1950年代的小說《守望者》出版。《守望者》是《杀死一只知更鸟》的早期草稿，背景設在《杀死一只知更鸟》之後。

## 創作背景與出版
該書作者哈波·李出生於1926年，在美國阿拉巴馬州門羅維尔的南部小鎮長大，與著名作家楚門·柯波帝是童年好友。1944年，哈波·李前往蒙哥馬利就讀亨廷顿学院（1944年至1945年），隨後在阿拉巴馬大學攻讀法律（1945年至1949年）。就讀大学期間，她曾投稿給学校的文学杂志，如亨廷顿學院的《女猎手》（Huntress）和阿拉巴马大学的幽默杂志《夯土机》（Rammer Jammer）。在两所大学中，她都写了有关种族歧视的作品，而這個主題在当时的校園內甚少為人討論:79-99。1950年，李去了纽约城，并擔任英國海外航空公司的订票员；此时，她开始记叙门罗维尔的人和事。1957年，李将她的作品交给柯波帝推荐的文学代理人，希望能将其出版。出版社J. B. Lippincott & Co.的一位编辑建议她辞职，专心写作。在迈克、乔·布朗、爱丽丝·李·芬奇等朋友的资助下，李不间断地写作了一年。名為《守望者》的手稿完成後，李將其交給J. B. Lippincott & Co.。手稿落入了編輯苔·霍霍夫的手中。霍霍夫對手稿感到印象深刻：「字裡行間滿是亮點」，但不認為其適合出版成書：「這比較像是一本紀錄一連串軼事趣聞的故事集，而不是一本有完整架構的小說」。編輯對主角絲考特·芬奇（Scout Finch，不同於本書，絲考特在《守望者》裡已是成人）的童年頗感興趣，李因此花了兩年半的時間將《守望者》改寫成由六歲女孩絲考特敘事的《梅岡城故事》:318。小说原题为《阿提克斯》。李将其改名，以使小说的意义超越简单的人物描绘:129。美国艺术基金会敘述了一幕情景︰寫作時的李變得沮喪至極，甚至將手稿從窗戶扔到外面的雪地上。然而，代理人又要她將手稿撿回來。
《梅岡城故事》在1960年7月11日出版，是李第一本出版的小說:318。利平科特的编辑团队警告李，說可能只賣得出幾千本:14。1964年，李在回忆她对小说的期望时说：“我从未期望《梅岡城故事》能获得什么成功……我希望它在评论家笔下能迅速而安详地逝去，与此同时，我希望有人会给我一些鼓励，公众的鼓励。我说，我期望能有一点，但我得到了很多，某种程度上，这和我所期望的迅速而安详的逝去一样令人恐惧”。小说非但没有“迅速而安详的逝去”，反而在经《读者文摘》合订后一夕成名:242。自問世以来，小说就从未停止过再版:xii。

## 劇情大綱
小说的开始讲述了芬奇家族的祖先，康沃尔卫理公会的西门·芬奇，为了逃脱英格兰的宗教迫害，定居在阿拉巴马、致富、并违背教义买了奴隶的故事:15-17。
故事的主要部分发生在三年大萧条期间阿拉巴马州一个虚构舊鎮梅康镇:17。六岁的思葛（Scout Finch）與大她四歲的兄長傑姆·芬奇和丧妻的父亲、中年律师阿提克斯一起生活:15-19。一年，男孩迪尔来到梅康镇找他的姨媽过暑假，杰姆和斯各特与他成为朋友。三个孩子被他们的隐居邻居所深深吸引，那个隱蔽人士叫做布·拉德力，令人生畏。梅康镇的人们不愿谈及布，在许多年后也没有人见过他。孩子们则利用谣言编造了各种故事，推测背后隐藏的玄机，并设计一个计划引他出门:19-97。在之后的两个暑假中，三个孩子发现，有人屢次在拉德力家外的树上留给他们小礼物。有时，布會向孩子们示好，但从未亲自出现过:90-111。
阿提克斯被法院指定为汤姆·鲁滨逊辩护，后者是一位黑人，他被控强奸一位白人少女梅薏拉·尤厄尔。虽然许多梅康镇人表示反对，但阿提克斯同意为汤姆辩护，有的孩子因阿提克斯而嘲笑杰姆和斯各特，称他们的父亲是“爱黑鬼的家伙”。斯各特甚至被鎮上的其他孩子挑衅，且为了她父亲的名聲打架，而父亲則告诉她别这么做:115-201。阿提克斯面对一群想要将汤姆处以私刑的人，由于斯各特、杰姆和迪尔的突然出现，使得暴徒们不得不被迫从阿提克斯与汤姆的角度来考虑问题，因此倍感羞愧，四散离去，危机化解:218-227。
因为阿提克斯不想让孩子们出席汤姆·鲁滨逊的审判，斯各特、杰姆和迪尔只能从有色人种观礼台上悄悄旁听:228-238。阿提克斯透過證詞指出原告梅薏拉和她酗酒的父亲鲍伯·尤厄尔撒谎，是梅薏拉主动誘惑汤姆，而她父亲为此对她大打出手。虽然汤姆的无辜显而易见，但陪审团依然判他有罪:239-301。当绝望的汤姆越狱被杀时，杰姆与阿提克斯对司法公正的信念受到了极大的打击:333-349。虽然鲍伯·尤厄尔胜诉，但他的名声扫地，他气急败坏的誓言报复。鲍伯当街對著阿提克斯的脸吐口水，並试图闯入审判法官的家，還骚扰汤姆·鲁滨逊的遺孀:350-353。最后，一天晚上，当杰姆和斯各特从学校的萬聖節盛会回家的时候，鲍伯突然对他们痛下毒手。杰姆的胳膊在打斗中折断，但在混乱中，一位陌生人出手救了孩子们，这位神秘人将杰姆扛回家，斯各特认出他就是布·拉德力。梅康镇的警长来到并发现鲍伯·尤厄尔死于缠斗:355-381。警长与阿提克斯进行辩论，试图确认杰姆和鲍伯俩人谁该负责。阿提克斯最终接受了警长的观点：尤厄尔摔到了自己的刀上:383-390。布请斯各特送他回家，在道别之后，他再度消失，斯各特之後再也沒見過他:391-393。站在拉德力的门外，斯各特为他们无法偿还之前的礼物而深表遗憾:393。

## 角色
- 阿提克斯·芬奇（Atticus Finch）
斯各特和傑姆的父親，律師。出身於中產世家，年輕時是神射手，髮妻已逝。他有不少幽默感，並且成功地將強烈的道德正義感灌輸給下一代。他是梅康鎮裡為數不多的堅持致力於種族平等的居民之一。在湯姆·魯濱遜被控強姦了一名白人女子後，他毅然為其辯護。因此，他的家庭成為鎮上居民發洩憤怒的對象。他具有堅定的信念與睿智，設身處地為他人著想。他在小說中是道德正義的化身。
- 琴·露易絲·“思葛”·芬奇（Jean Louise "Scout" Finch）
小說的敘述者。她是一個很男子氣的女孩，十分聰明。她的內心始終相信小鎮的居民是善良的。儘管後來湯姆·魯濱遜案的審判出現仇恨與偏見，對她的信念是個考驗。但最終，她以更成熟的眼光去發現和欣賞他人的善良，又不忽視其罪惡。
- 傑洛米·阿提克斯·「傑姆」·芬奇（Jeremy Atticus "Jem" Finch）

斯各特的哥哥。童年時作為典型的美國男孩，經常與妹妹玩耍。他勇敢、善良、有正義感和同情心。儘管後來隨著年齡的增長，不大願意常和妹妹一起，但在整部小說中，他都是妹妹的最好朋友和保護者（後來他還為保護妹妹導致一隻手骨折）。他在小說中逐漸成長為青年。而湯姆·魯濱遜案的審判對他的信念有近乎毀滅性的打擊。
- 亞瑟·“阿布”·拉德力（Arthur "Boo" Radley）
象徵無辜的受害者，也是小說中最重要的「反舌鳥」。他是隱蔽人士。傑姆和斯各特童年時都把他看成恐怖的代名詞。但他常為孩子們留下一些陳舊的小禮物，並且在傑姆和斯各特被襲擊時拯救了他們。他十分善良。他象徵了人類的罪惡對公義與善良造成威脅。
- 湯姆·魯賓遜（Tom Robinson）
一個在種植園工作的誠實黑人。他被誣陷犯有強姦罪。最終在逃跑中被射殺。他也是一隻「反舌鳥」——什麼壞事都沒做，只是「用它們的心唱歌給我們聽」。他象徵了天真會被罪惡吞噬。
- 鮑伯·艾薇（Bob Ewell）
他是鎮上最貧窮的白人之一，同時也是個酒鬼。他誣陷湯姆·魯濱遜強姦他女兒梅薏拉。後來還無恥地威脅和傷害阿提克斯·芬奇的家人。他代表着美國南方黑暗、無知、種族仇恨的一面。
- 嘉布妮亞（Calpurnia）
她是芬奇家的傭人，雖然生為黑人女性，但她有受過教育，並且不像一般黑人傭人一樣溺愛思葛與杰姆。很受到阿提克斯的敬重。
- 查理斯·巴克·「迪爾」·哈里斯（Charles Baker "Dill" Harris）
是絲考特和傑姆的兒時玩伴，與絲考特相約為未婚夫妻。三人最常玩的遊戲便是「想辦法讓阿布·雷德出家門」。

## 自传成分
李自称小说不是她的自传，反而比較像是一本如實記錄她所見所聞的小說。但李儿时的许多人与事与故事中的斯各特类似。李的父亲阿马萨·科尔曼·李是名律师。与阿提克斯·芬奇一样，他在1919年为两位黑人辩护，后者被控谋杀。在他们被定罪、处以绞刑並肢解後:120-121，阿马萨再也没有接手一个刑事案件。李的父亲也是门罗维尔报社的一名编辑、出版人。虽然相比阿提克斯来说，他更加支持种族隔离政策，但在晚年时他改变了自己的看法:122-125。斯各特在婴儿时丧母，而李在25岁时，她的母亲弗朗西斯·坎宁安·芬奇才去世。李的母亲有精神问题，常常在心理与情感上想不通:40-41。書中角色杰姆的靈感可能來自李的兄长爱德文（Edwin）。同小說一樣，李家裡也有位黑人女管家，名叫哈蒂（Hattie）。
楚門·柯波帝是李幼时的邻居和终身的朋友，李表示他就是書中角色迪尔的原型。柯波帝经常暗示说，李的这本书相当大一部分是他写的（見#对柯波帝执笔的传闻）。和迪尔一样，柯波帝具有丰富的想象力，在幻想小说上有天赋。李和柯波帝都是另类儿童：都爱读书。李是个爱闹腾的假小子，柯波帝则因他深奥的词汇、不清的口齿受到嘲讽。他俩使用李的父亲给的安德伍德打字机写故事，再自导自演。两人性情相投，与众寡合；柯波帝称俩人“离群索居”:76。李家住的那条街上有个被封起来的房子；这为小说中的拉德力提供了原型。这家人的儿子惹了官司，被父亲关在家里24年之久。他一直躲着公众，直到被彻底忘掉，并于1952年去世。
汤姆·鲁滨逊的出处则不很清楚，眾說紛紜。1936年，李10岁时，住在门罗维尔附近的一位白人妇女指控一位名叫沃尔特·列托（Walter Lett）的黑人强奸了她。李父亲的报纸报道了这个案件：列托罪名成立，判死。但事后一系列证据表明列托被诬告，改判终身监禁。1937年，他死于肺结核。许多学者认为鲁滨逊的窘境映射了斯科茨伯勒男孩案件:7-11:13：九名黑人因一些鸡毛蒜皮的事情被控强奸两名白人妇女。然而，李在2005年称她没想那么大，虽然该案件也确实“应证”了南方的种族歧视现象:118。1955年，密西西比州一位名叫愛默特·提爾的黑人青年因与一位白人妇女调情而被谋杀，他的死被认为是黑人民权的催化剂，也被认为是汤姆·鲁滨逊的原型之一。

## 风格
评论家们认为最值得注意的风格是李的敘事手法，《时代周刊》在該書出版初期称其为“触手可及的才华”。十多年后，另一位学者称“哈珀·李在讲故事上富有天赋。她的手法形象，这种电影般流畅与细腻的叙述让我们从一个场景融入到另一个场景中，没有间断或不順”。格雷姆·鄧菲（Graeme Dunphy）指出，「李混合了孩童的观察与成年女性对儿时的回忆，将这种模棱两可的视角与倒叙结合，上演了难以捉摸的景象」。这种叙述方法使得李可以“欣然”地讲述“虚构”的故事，混合儿童的真纯与成人世界的复杂，以及遮盖着一切的动机与见不得光的传统。然而，这种混合使得评论家质疑：斯各特的词汇量大的惊人，且她的理解力深不可测。哈丁·梅勒与作家、文学评论家格兰维尔·希克斯都表示怀疑：「倍受呵护的斯各特与杰姆怎能理解汤姆·鲁滨逊案件背后的复杂与残忍呢？」
论道李在悲剧故事上的写作风格与幽默，学者杰奎琳·塔弗尼尔-柯斌（Jacqueline Tavernier-Courbin）称：“笑……[揭示了]浮华背后的腐败，并对此予以谴责；让人无法控制……无法控制自己的笑点”。斯各特对邻里与行为早熟的观察启发了美国艺术基金会主任大卫·基潘（David Kipen），基潘称其“歇斯底里的可笑”:105。就探讨复杂的问题，塔弗尼尔-柯斌注意到李使用了恶搞、讽刺、反语，并成功利用了一个孩子的视角来叙述。在迪尔答应娶斯各特后，他转身跑去和杰姆玩耍，斯各特估计得到他注意的最好办法是打他一顿，而且她的确打了他好几顿:46。斯各特上学的第一天就是对教育的反讽；她的老师称必须让阿提克斯停止教斯各特读书写字，禁止阿提克斯继续教她什么:19。李对这种最不幽默的事情使用了反语，杰姆和斯各特试图理解梅康镇如何一边固守种族歧视，一边装作道貌岸然。讽刺和反语用到如此地步，以至于塔弗尼尔-柯斌认为小说的题目的解释应是：李在反舌——反舌教育、司法系统、她自己的社会，利用她幽默的方式来进行否定。
评论家们也注意到幽默在剧情上的驱动作用。当阿提克斯出城时，杰姆在沙得拉剧上将主日学的同窗关进了教堂的地下室。这使得他们的黑人女仆卡布妮亞将斯各特和杰姆带到自己的教堂里，孩子们从而得以观察到她以及汤姆·鲁滨逊的个人生活:133。斯各特在万圣节盛会上打瞌睡，结果弄得出场狼狈，引得全场哄堂大笑。倍感纠结尴尬的斯各特选择穿着道具礼服回家，而这恰好救了她的命:297。

### 体裁
学者们将《杀死一只知更鸟》归类为南方哥特式小说、成长小说和教育小说。布·拉德力和他房子怪诞且近乎超自然的氛圍，汤姆·鲁滨逊案件中的种族不公都是小说哥特式的特点:40-41。李使用了“哥特”的字眼来形容梅康镇的法院，以及迪尔对布·拉德力惊悚而夸张的形容:39-45。外地人也是文中十分重要的哥德元素。斯各特与杰姆对镇上阶层传统的提问使一些学者将小说与《麦田捕手》、《頑童歷險記》进行对比:x, 96, 149。儘管质疑镇上的风气，斯各特仍對阿提克斯表示出超过其它所有人的敬畏，因为后者相信遵从自己的良心是最重要的，即便这样做会导致社会孤立。然而，学者们就南方哥特式分类争执不休，他们注意到布·拉德力实际上十分有人情味、保护他人、富有爱心。另外，就关于酗酒、乱伦、强奸和种族暴力冲突等主题上，李使用了现实主义风格，而不是伤感的文笔。她笔下人物的问题是普世的，存在于所有社会当中。
在孩子们成长的过程中，斯各特与杰姆面对的是残酷的现实，但从中汲取了教训。李深入探究了杰姆的失落。邻居们让他感到十分失望。杰姆说他的邻居莫德小姐（Miss Maudie）在案件结束后称“这事情跟毛毛虫作茧自缚一样......我一直都以为梅康镇人是世界上最好的，至少他们看起来是这样”:246。这使得杰姆理解到隐含的种族与阶级之间的差异。和小说中杰姆所经历的改变一样，斯各特也必须带着独树一格的特性、面对自己逐渐走向女性成年的边缘。如同一位学者写道：“《梅岡城故事》可以被读为女性主义教育小说，斯各特从她儿时的经历中找到自己在社会中的地位，并注意到她未来将会成为的女性角色及其潜力”。

## 主题
虽然自出版以来，小说大获成功，但它并没有像其它美国现代小说那样获得评论界的关注。丹·诺伯编辑了关于小说的一些论文，他估计销售比例与分析文献的对比是100万比1。克里斯托弗·米特斯写道，小说是“一个标志，它的情感仍然出奇地强大，因为它一直没有受到评审”。诺伯认为小说之所以没有得到学术界的足够重视，是因为它仍是本畅销书（「如果大家都喜欢，那就不可能优秀。」），而大众读者则不认为分析性评论是必要的。:vii–viii
自二十世纪60年代中期，哈珀·李出了名地与小说的解析划清界限。然而，在一封少有的致编辑的信件中她写道，在小说获得热烈反响时，她还是要给出主题的一些见地：“显然，傻子都可以看出《梅岡城故事》没有明说任何荣誉和规范守则，它的伦理是基督性的，这也是南方人的共同财富。”

### 南方生活和种族歧视
当小说问世后，评论家们注意到小说分为两个部分，并质疑李是否有能力将两者紧密地联系在一起。:20-24小说的第一部分是有关孩子们对布·拉德力的好奇，以及对周边地区感到安全与舒适的故事。评论家们对斯各特与杰姆观察他们古怪的邻居倍感入迷。一位作者对李在叙述梅康镇的人或事上细致入微的描述印象深刻，以至于他将小说归类为南方浪漫地方主义。这种情感突出表现为李通过南方种姓制度来解释孩子们的所有行为。斯各特的姨姨亚历山德拉将梅康镇人的优缺点归结与族谱（家族有赌博、需求的习俗），而叙述者则将事件与角色都建立在细致入微芬奇家族历史和梅康镇历史的基础上。地方主义的主题在如下例子得到了更加突出地反映：很明显梅薏拉·尤厄尔无力承认自己占了汤姆·鲁滨逊便宜，斯各特对“好人”的定义是好心肠，并尽力而为的人。南方的传统与禁忌似乎比人物特征更加对剧情有推动作用。
对于小说的第二部分，哈丁·勒梅（Harding LeMay）认为“有教养的白种南方人这样对待黑人真是腐蚀灵魂般的羞耻啊。”小说出版当年，许多评论家认为《梅岡城故事》是关于种族关系的小说。克劳迪亚·达斯特·约翰逊称“有理由”认为阿拉巴马州的两起种族事件影响了故事创作：羅莎·帕克斯在公交车上拒绝向白人让座，导致1955年聯合抵制蒙哥馬利公車運動；当奥瑟琳·露西与波莉·梅尔斯（Polly Myers）被阿拉巴马大学录取后，引发了1956年动乱（波莉·梅尔斯最终放弃，奥瑟琳·露西则被开除，但与1980年得到恢复）。就历史而言，另两位学者称：“在南北战争和重建后最为重要与动荡的时期，《梅岡城故事》问世了。毫无疑问，虽然故事背景是二十世纪30年代中期，但小说仍然从50年代角度出发，喊出了变革时期的冲突、紧张和恐惧。”
学者帕特里克·朱拉（Patrick Chura）认为埃米特·蒂尔是汤姆·鲁滨逊的原型之一，并将其与虚构汤姆所受的不公进行了对比。朱拉注意到黑人强奸是一个标志，是对“神秘、脆弱、神圣的南方女性”的一种伤害。在当时，任何黑人男性对白人妇女的性接触都会被起诉，并判处死刑。汤姆·鲁滨逊的案件陪审团是穷苦的白人农民，虽然绝大多数证据证明前者无罪，但陪审团依然做出有罪的判决，并得到了受过教育的、相对温和的白人市民的支持。不但如此，《梅岡城故事》中的黑人是残疾的，不但导致他难以实施犯罪，也象征了他在其它方面的限制。罗斯林·西格尔（Roslyn Siegel）将汤姆·鲁滨逊归入了南方白人作者笔下常出现的黑人形象：“愚蠢、可悲、无助、依赖白人的善待，而不是靠自己的智力求存。”虽然汤姆逃过了私刑，但他在越狱时受到了更大的打击，被射了十七枪。
种族歧视的主题在小说中也以象征方式出现。例如，阿提克斯必须射杀疯狗，虽然这并不是他的本职工作。:107-113卡洛琳·琼斯（Carolyn Jones）辩称那条狗代表了梅康镇的歧视，而阿提克斯则站在荒凉的路上将其射杀，必须孤立无援地与种族主义做斗争。他也独自出现在私刑暴徒们的面前，以及在审理汤姆案件的法庭上。李甚至使用了梦幻般比喻手法将杀疯狗的场景映射到了法庭上。琼斯写道“梅康镇真正的疯狗是种族主义，它拒绝承认汤姆·鲁滨逊是个人......当阿提克斯向陪审团陈述时，他实际上暴露在陪审团与镇民的愤怒之下。”

### 阶级
在1964年的采访中，李称自己渴望“成为……南阿拉巴马的简·奥斯丁。”奥斯丁和李都对社会现状做出挑战，并将个人价值置于社会地位之上。当斯各特在家里羞辱穷困的同学沃尔特· 坎宁安（Walter Cunningham）时，她家的黑人厨子卡布妮亞对斯各特进行了惩罚。:27阿提克斯尊重卡布妮亞的判断，在小说末尾甚至为她辩护。他的妹妹，受人尊重的亚历山德拉姨姨强烈要求解雇卡布妮亞，阿提克斯却表示反对。:155一位作家注意到斯各特的“奥斯丁风范”，讽刺了她不愿认同的妇女特性。文学评论家琼·布莱克尔（Jean Blackall）将两位作家所共同认定的列了出来：“主张社会秩序、顺从、礼貌、不论个人社会地位如何都对其表示尊重。”
学者称李对阶级与种族的写作手法相对复杂，而不是简简单单的“将种族歧视归罪与‘白垃圾’头上......李展示了性别与阶级是如何增强歧视、禁闭忠言、并将美式观念中种族歧视与隔离的缘由复杂化。”李使用了中产阶级的叙述口吻，这种文学手法对读者的亲和力更强，无论对方阶级或文化背景如何，并制造了一种难以忘记的感觉。从斯各特和杰姆的视角出发，读者可以观察到战前保守的杜波斯夫人(Mrs. Dubose)，身居底层却行为相反的尤厄尔、坎宁安，富有但被排斥的道儿福斯·雷蒙德先生（Mr. Dolphus Raymond），卡布尼亚以及其它黑人社会成员。孩子们内化了阿提克斯的警戒：若没有设身处地、就不要信口开河；这使得他们对人们的动机与行为有了更深入的理解。

### 勇气与怜悯
小说对不同种类的勇气进行了深入探索，并因此而著名。其它同学对阿提克斯的侮辱使得斯各特在冲动下对其进行攻击，反映了后者试图保护他的意图。阿提克斯是小说的道德中心，然而，他向杰姆教授了关于勇气的重要课程。:19阿提克斯告诉杰姆，勇气就是“当你在一开始就身处逆境，但依然出发，并坚持到底”；这预示了阿提克斯为汤姆·鲁滨逊的辩护，以及杜波斯夫人决意戒除吗啡上瘾。:128
查理斯·希尔兹（Charles Shields）是目前唯一为哈珀·李写长篇传记的人，他认为小说之所以经久不衰、影响深远，是因为“它升华了人的尊严、对他人的尊敬，这都是最基本的、普世的。”:1阿提克斯教训斯各特说“你永远不会真正理解他人，除非你站在对方的角度来考虑问题——设身处地，置身其中”；这体现了他的怜悯之心。:33当听到梅薏拉·尤厄尔的证词时，斯各特思索了上述教诲。当阿提克斯问梅薏拉是否有什么朋友时，后者表现出极大的困惑，斯各特推断出她一定比布·拉德力还要孤独。在布·拉德力救了俩人的命，斯各特送他回家时，她站在门廊外，从布的角度回顾了三年中发生过的事情。一位作家写道：“……虽然小说写了悲剧、不公、心碎、失去，但它依然充满了勇气、怜悯、以及对人类进步的历史观。”

### 性别角色
正如李通过杰姆的成长来探究种族主义与社会不公，斯各特则体会到作为女性而言的意义；书中几位女性角色也影响了她的成长。斯各特在性别上与他父亲和长兄的不同使得她可以通过女性的观点和深度来看待问题，在打成一片的同时，又可以置身于外。斯各特主要的女性榜样是卡布尼亚和她的邻居莫德小姐，两者都是意志坚强、个性独立、保护他人。梅薏拉·尤厄尔也对她产生了影响；斯各特目睹她通过迫害无辜者来掩饰自己对他的占有欲。在女性角色中，批评斯各特不守妇道的人物，也是最支持种族歧视也阶级观点的。例如：杜波斯夫人因斯各特的着装而对其进行惩罚，指责她败家，又侮辱阿提克斯对汤姆·克鲁斯的辩护。通过加入卡布尼亚与莫德小姐的女性元素来平衡阿提克斯与杰姆的男性影响，一位学者写道：“李逐渐展示了斯各特是位南方女性主义者，通过使用第一人称叙述，她显示斯各特/简·路易斯在儿时对成长为南方妇女的困惑。”
缺失的母亲与暴虐的父亲也是小说的另一主题。斯各特和杰姆的母亲在他们记事之前就离开了，梅薏拉的母亲去世了，拉德力夫人对布的幽闭保持沉默。除了阿提克斯以外，许多父亲被形容为施虐者。鲍伯·尤厄尔被暗示曾经对他女儿进行性侵，拉德力先生将他的儿子锁在屋内，直到他被人遗忘。鲍伯·尤厄尔与拉德力先生的身上体现了一种阿提克斯所不具备的男性形象，而小说则指出这种男性和差会里虚伪的妇女一样，会将社会引入歧途。阿提克斯与众不同，体现了独特的男子气概；一位学者称：“对于拥护传统男性的个人英雄主义、勇敢、以及对社会正义与道德的知识与献身精神的男子汉们，他们的工作就是维护社会的正义。”

### 成文与不成文法律
就小说中影射的法律问题，特别是法庭之外的事情被法律学者所关注。克劳迪亚·达斯特·约翰逊写道：“两位法律学者在杂志上收集到的评论文献比所有来自文学学者的都多。”:25-27他引述了19世纪作家查爾斯·蘭姆的话：“在我来看，律师们也曾经是孩子。”约翰逊注意到即便是在斯各特和杰姆的儿童世界里也会通过在手上涂唾沫的方式来立约定规矩；阿提克斯则与孩子们讨论法律问题：鲍伯·尤厄尔这样做是不是正确的、合理的。许多社会规范在象征意义的法庭上被侵犯了，道儿福斯·雷蒙德先生娶了黑人妇女生育了跨种族的孩子们，因此被社会所抛弃。梅薏拉·尤厄尔因亲吻汤姆·鲁滨逊而被她父亲痛打了一顿。而布·拉德力被人遗忘，这个惩罚远远超过任何法庭的宣判。斯各特也常常破坏规矩，并受到处罚，例如：她拒绝穿百叶裙，称亚历山德拉姨姨“发疯地”让她穿衣服，让她感觉到自己被套在了“一个粉色的棉花监狱里”。:146约翰逊称“小说是研究杰姆和斯各特是如何体察社会法则的复杂性以及这些法则所阿建立的体制与关系是如何失败或维护这个小世界的人们。

### 践踏无辜

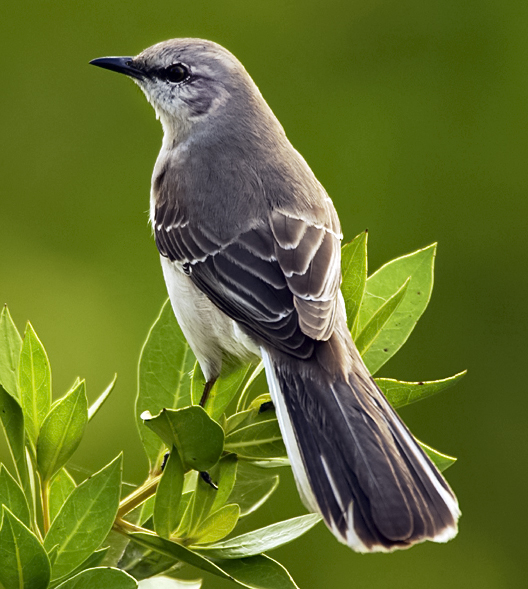
李在小说中使用反舌鸟作为无辜的象征。

这个成长的故事由简·路易斯·“斯各特”·芬奇讲述，语言风格在开始时十分儿童化、幽默、怀旧、天真，但随着情节的发展，逐渐变得晦暗、预兆性和批判社会性。小说多次运用到哥特式细节描写，探讨了各种不同形式的偏见，也探讨了关于童年和成熟的过程。因为故事由一个孩子（Scout）的角度来讲述，作者可以在讲述事情时不带有明显的个人意见，把它们留给读者去理解和作出结论。但是，很明显作者坚信书中角色带有偏见的那些行为是错误的，尽管大多数人以及掌权者都认同这些行为。这本书的名字来自阿提克斯给用气枪打鸟的孩子们的忠告：“鹣鸟（bluejays）你们尽可以打，但是要记住，杀死反舌鸟则是一种罪过。”（第十章,Page 103) 鹣鸟是北美很常见的一种鸟，通常被认为是残忍的害鸟，而反舌鸟则只是用“它们的心唱歌给我们听”。:103从比喻的意义上说，书中的几个角色可以被看成是反舌鸟，并没有做过任何坏事却被人攻击。反舌鸟代表着纯洁无辜的人，当你杀死它的时候，就好像在杀死无辜的人。
在小说中有几位被随意或故意践踏的无辜者，汤姆·鲁滨逊是其中最主要的例子。然而，学者克里斯托弗·米特斯将反舌鸟与布·拉德力联系了起来:“虽然斯各特在小说开始的时候调戏布作为自己的娱乐，但她最后明白布是个‘反舌鸟’——一位内心纯洁的、值得保护的人。”故事的最后一页描述了斯各特将阿提克斯教训她的道理与布·拉德力、汤姆·鲁滨逊的事件相互关联的故事，并看到人物是如何被误解的；“当他们最后看见他，为什么他并没有做那些事情……阿提克斯，他是个好人，”作为回复，“绝大多数人都是啊，斯各特，当你最后看到他们的时候。”:322-323
小说探究了对无辜者的践踏，戴维(R. A. Dave)称这是所有人都必须面对的，甚至会因此失败，小说则在此问题上使用了经典的悲剧元素。在探究每个角色是如何应付他们个人的失败时，李设立了一个框架来去判断人物是英雄还是愚昧人。她使用这种判断来引导读者，在不加掩饰的羡慕与尖锐的讽刺之间来回。斯各特在差会上被其他妇女嘲笑、谈论、八卦，“反应出了一种对其他种族自命不凡的殖民主义态度”的同时“表现出高贵、虔诚、良善”。这种经历是一种并列反讽。与之相反的，是当汤姆的案件败诉，众人散去后，阿提克斯缓缓离去，而孩子和列席的黑人们则全体起立，安静地等待阿提克斯走出法院以示对他的尊重。:241

## 象征
- 反舌鸟（Mockingbird）在字面上与情节没什么联系，但在小说中具有强大象征性。小說中，反舌鳥是一種對人類無害，只會唱歌的鳥類，它代表了天真无辜者。而“杀死一只反舌鸟”的故事就是一个罪恶毁灭天真无辜者的故事。小说中的杰姆（Jem）、汤姆·鲁滨逊（Tom Robinson）、荻兒（Dill）、布（Boo）、雷蒙德先生（Mr. Raymond）、梅耶拉·尤厄尔（Mayella Ewell）都是“反舌鸟”。
- 布·拉德力（Boo Radley）“布”在小说中很少露面，但孩子们对“布”的态度的变化是衡量孩子们从童年的天真发展为具有成人的道德观的重要尺度。开始时被残暴的父亲摧毁而足不出户的“布”在孩子们眼中代表了恶魔的恐怖，而随着“布”不断向孩子们赠送小礼物，为杰姆缝补了裤子，他在孩子们眼中的形象也逐渐真实起来。到小说最后，“布”从鲍伯·尤厄尔手中救出了斯各特和杰姆时，在斯各特眼裡，“布”已由一个鬼魂变成了一个人。“布”象征了人类的高贵善良品质，尽管曾经受伤害，但内心的纯洁善良贯穿于他整个生命。
- 隱含的意義：文中，反舌鳥不僅僅是字面上的鳥，它更是一種隱喻，意指那些受到不公正對待，卻仍然保持善良的人。它是一個強大的象徵，代表著無辜和純潔，同時也揭示了當時社會的不公與偏見。

## 迴響
虽然编辑警告称故事的销路可能不好，但小说依然迅速走红，而李也随之成名。:185-188小说一版再版，被每月之書俱樂部收录，并被转载在《读者文摘》合订版上。
小说起初收穫的評價有好有壞。《纽约客》评论其为“娴熟的、直白的、天才的”，《大西洋月刊》将其列为“愉快的、容易的读物”，但认为“六岁大的女孩儿能写得像个受过良好教育的成年人”——不太可能。《时代周刊》1960年评论认为小说“就一位小姑娘和南方生活教育了读者许多惊人的实用真理”，并称斯各特·芬奇是“在作家卡森·麦卡勒斯筆下的法蘭基（Frankie，小說《婚禮的成員》的主角）结婚后最受人注目的孩子了。”《芝加哥周日》注意到小说对事件叙述态度的公正，写道“这不可能是一部社会学小说。它没有什么因果……《梅岡城故事》是一部国家级的当代名著。
并非所有评论都是正面的。有的评论称小说讥讽了南方穷苦的白人，使用了形象单一的黑人，:21-24格兰维尔·希克斯（Granville Hicks）给出的标签是“耸人听闻、矫揉造作”。当小说刚发布时，南方作家弗兰纳里·奥康纳论道“我认为作为小孩书，它没问题。但所有购书的人不知道他们在读小孩书。得有人告诉它是什么。”很明显，卡森·麦克卢瑟也赞同《时代周刊》的评论，并在写给侄子的信中称“哦，宝贝儿，我们都知道她在攻击我的文学底线。”
小说出版一年后，被翻译成10种语言；如今，小说已经卖出三千万本，被翻译为40多种语言。《梅岡城故事》从未停止印刷，并成为学校的必读。2008年的调查显示小说在美国9-12年级的阅读频率最高。1991年，每月之書俱樂部和国会图书馆中心的调查显示《梅岡城故事》在“最常被引述”的图书榜上仅次于《圣经》。:14
2010年，小说在出版50周年时受到了盛赞，这也反应了它的影响力。《芝加哥论坛报》的埃里克·佐恩（Eric Zorn）赞扬李的“语言丰富”，但中心教训是“勇气不总是华丽、不总是充分、但却总是时尚的。”简·苏里文（Jane Sullivan）在《雪梨晨鋒報》上对此表示认同，称小说“依然能唤起新鲜的、可畏的义愤”，因它探究了道德，一个最近刚过时的话题。芝马曼达·恩戈齐·阿迪奇在《卫报》上写道李，一位罕见的美国作家，“用激进的墨水书写，种族主义及其基础被毫无保留地被质疑了”，并将其与威廉·福克纳做了对比，后者认为种族主义是必然的。文学评论家罗斯玛丽·戈林（Rosemary Goring）在苏格兰的《先驅報》上将李与简·奥斯丁做了对比，称小说主题的中心是“道德是否值得捍卫，甚至是冒着被辱骂的危险”被优雅地探讨了。
阿拉巴马当地人艾伦·巴拉尖锐地批评了李，他在《华尔街日报》上刊文称阿提克斯是“储藏室里的实用主义讽刺诗”，小说反应了阿拉巴马历史的“糖衣之谜”。巴拉写道“是时候揭穿《梅岡城故事》是什么位列美国名著的永恒经典了。这种无情的自由人文主义没几天了......”托马斯·马伦在《纽约客》上讽刺阿提克斯的拘谨和自以为是的态度，称斯各特是“一个高度虚构的玩偶”，她的言行不可能。虽然承认小说的确影响深远，马伦咒诅李的叙述“极度不稳定”，直到在法庭上才传授道德教诲，并称小说在案件结束后“才开始珍惜自己的好处”。作为对小说的辩护，埃金·阿基亚（Akin Ajayi）称正义“时常错综复杂，但总是建立在平等和公正的基础之上。”阿基亚称小说迫使读者思考种族、阶级、社会问题，虽然故事自己没有作答。

### 阿提克斯·芬奇与法律专业
《梅岡城故事》所造成的最重要的影响之一就是使阿提克斯·芬奇成为法律专业正直的楷模。正如学者爱丽丝·佩特里的解释：“阿提克斯成为法律界的英雄人物，甚至被当成了真实存在的活人。”:xxiii南方贫困法律中心的莫里斯·迪斯称阿提克斯·芬奇是他成为律师的主要原因，联邦大法官理查德·玛驰在审判麥克維案件时，称阿提克斯是案件司法的主要影响。:xxiv一位聖母大學的法学教授称最具影响力的教科书是《梅岡城故事》，并在《密西根法律评论》上称“现实世界里没有哪位律师能在法律领域如此树立自我形象或公众认知了”而“阿提克斯则是荣誉的楷模，出众的神射手。”
1992年，阿拉巴马的一篇社论要求判阿提克斯死刑，称其虽然追求自由，但仍为种族主义、性别主义的制度服务，因此不应被尊重。:xxv–xxvii社论遭到了猛烈批评，特别是来自因崇拜阿提克斯，并因此入行的律师们的批评。阿提克斯的批评者们称其在道德上不坚定，没有使用他的法律技能来挑战梅康镇的种族主义。然而，1997年，阿拉巴马州立律师会在门罗维尔为阿提克斯树立了一座纪念碑，称其为“该州法律历史上第一座值得纪念的里程碑。”2008年，李自己获得了阿拉巴马州立律师会的荣誉特别会员资格，理由是创立了阿提克斯，使其“成为使用法律途径为穷困者服务的榜样性人物。”

### 社会评论与挑战
早自1963年起，《梅岡城故事》在作为学校教科书一事上就是争议的焦点。小说中的种族侮辱、亵渎语言、对强奸的直言不讳让一些人挑战它在课堂或图书馆的地位。美國圖書館協會报告称《梅岡城故事》在2000-2009年间被列在百大最具挑战性书目榜的第21位上。
小说于1966年在弗吉尼亚汉诺威被第一次挑战：一位家长抗议书中的强奸案件，称这样的写作手法不道德。约翰逊引述了一些当地的新闻，其中有捧腹的、有激愤的；这些文字的最大抱怨在于强奸案件中梅薏拉·尤厄尔引诱汤姆·鲁滨逊的描述。:208-213在听到教务当局要对图书进行听证之时，哈珀·李花了10美元，在《里士满新闻领袖报》（The Richmond News Leader）上建议小说应成为“汉诺威郡教务对入学要求的一个选择”而已。1968年，美国教育协会将小说列在受到私立机构申诉最多的书籍榜上，排名第二，仅次于《小黑人桑波》。:56
20世纪70年代，社会对种族的态度有所改变，《梅岡城故事》又面对了另一种挑战：对梅康镇种族歧视的批评不够。这导致对小说的态度出现了分歧。白人读者大多给出好评，而黑人读者态度错综复杂。加拿大的新不伦瑞克和新斯科舍在90年代曾试图将小说从教学必读中删去，称：
小说的措辞让学生们备受侮辱，贬低了他们的自尊以及对朋友的尊敬，‘黑鬼’一词在小说中出现了48次，我们相信英语课必须让所有学生都对书中的观点理念或经历感到舒服而不是受到侮辱。《梅岡城故事》显然在此不达标，所以不能在课堂上被继续使用。
不但如此，虽然小说的主题关注了种族不公，但书中的黑人角色并没有得到完全的解析。在其使用的种族词汇中，黑人的迷信被描述为刻板印象，卡布尼亚则成为评论家笔下“逆来顺受”的升级版，而其它角色也缺乏描述，小说被视为将黑人角色边缘化。:133–134一位作者称：使用斯各特的叙述对读者来说是一种合适的机制，以便从无辜、天真的角度来观察问题，斯各特的声音“是非我的，使得剩下的人们，无论是黑人白人，男性或女性都可以找到自己在社会中的相对地位。”《英语杂志》上刊登的教学辅导警告说：“在有些人看来是美好的，有力的；在另一些人看来可能是受辱的。”加拿大语言顾问调查发现小说在白人学生中得到好评，但黑人学生觉得“受到了贬低”。
不管怎样，小说成功推动了20世纪60年代的民权运动，“它及时的帮助了南方以及整个国家，把握了种族间的紧张关系，加速了民权运动。”小说的出版与民权运动有紧密的联系，以至于许多研究及对哈珀·李传记都对此有所描述，虽然事实上作者并没有直接参与其中。:219–220, 223, 233–235:xi–xiv民权运动领袖安德鲁·杨（Andrew Young）称：小说的功效之一在于它“在混乱与迷惑之中点燃了希望，使用了种族词语来揭露了现实。”杨认为小说展示了人们可以超越他们歧见的可能性，是“一种文明的作为”。:206-209阿拉巴马作家马克·奇尔德里斯（Mark Childress）将它与《汤姆叔叔的小屋》的影响做了对比，后者因引发美国内战而出名。他称“小说使得南方白人理解了他们成长中的种族主义并找到了另一条出路。南方的大多数白人都是好人，南方的大多数白人并没有扔炸弹，搞混乱......我认为，小说的确帮助他们理解了体制上的错误在哪，这是任何条约也做不到的，因为它是时尚艺术，因为它从一个小孩子的观点出发。”:30
伯明翰民权运动历史学家、普利策奖得主戴安娜·麦克沃特（Diane McWhorter）称《梅岡城故事》谴责了种族主义而不是种族主义者，又称南方的每个孩子在成长过程中都会面对残酷的现实与不公，都会经历种族認知失調。这种感受导致他们质疑成长过程中的信仰，而许多孩子的所作所为和小说中的一样。麦克沃特论道李时，称“......在20世纪50年代末期，一位南方白人能写出这样的作品，实属罕见。从本质上来讲它是一种抗议。”:141-146作家詹姆斯·麦克布莱德（James McBride）称李写得十分漂亮，但并没有赞赏她的勇气：“我认为如果把哈珀·李当做勇气就是宽恕自己的种族主义……她设立了这些问题该如何讨论的标准，但在很多地方上我认为道德的标准被降低了。这就是悲惨的地方。我们需要一千个阿提克斯·芬奇。”不过，麦克布莱德在感情上对小说做了辩护，称李的故事是“诚实的，正直的”。:132-139

### 对柯波帝执笔的传闻
李儿时的朋友，作家楚門·柯波帝在第一版书的包书纸上写道：“奇人写了这部非常优秀的作品：她对生命富有感知、最为热情、最富幽默感。一本触动人心的书；太逗了、太可爱了。”这个评论可能意味着柯波帝写了此书、或参与了其中的许多编辑。对此的唯一证据来自于2003年塔斯卡卢萨一份报纸的传闻，上面引述了卡波特的生父阿卡鲁斯·帕森斯（Archulus Persons）的话，称柯波帝写了书的“绝大部分”。传闻在2006年得到了平息，柯波帝的一封信件被捐赠给门罗维尔的文学博物馆。在上面记载着1959年柯波帝写给邻居的消息，称李写的书快要出版了。后者与她利平科特的编辑之间的频繁交流也否定了柯波帝执笔的传闻。:32李的姐姐爱丽丝论道传闻，称“这是至今为止最大的谎言。”

## 电影
該片曾被改编为一部於1962年上映的获奖电影，由罗伯·穆利根执导，饰演阿提克斯·芬奇，布罗克·彼得斯饰演他的被辩护人汤姆·鲁滨逊。这部电影也是演员的首次上鏡。該片的製片人艾倫·帕庫拉回憶道，環球影業的高層曾經質疑電影的劇本，「他們問，『你們打算在這部片中講些什麼故事？』我反問，『你們有讀過這本書嗎？』他們回答『有』，我接著說『那就是這部片要講的』」。在第35屆奥斯卡金像奖頒獎典禮上，該片榮獲最佳男主角獎、最佳藝術執導獎和最佳改編劇本獎（霍頓·福特）三項大獎，並入圍最佳影片獎、最佳導演、最佳攝影獎、最佳女配角奖和最佳原创音乐奖五項獎項。該片也被美国国会图书馆认可为“文化上非常重要”的一部电影，并在1995年被选入国家电影目录保存。
2004年，美國電影學會（AFI）评选“AFI百年百大英雄與反派”，由飾演的阿提克斯·芬奇以一名普通律师之身成为最伟大的英雄，力压和。

## 其他
- 英国著名乐队「·拉德」（The Boo Radleys）的名字来源于小说中的神秘邻居「阿布·芮德」（Boo Radley）[90]。
- （Demi Moore）和（Bruce Willis）也将他们的女儿命名为Scout。
- 此书于北美高中多所学校作为10年級教科书，以激励学生们对种族歧视的了解，并且加强明辨是非的能力，以及毫无保留的批斗三K党的黑暗之处。
- 此书在2014年TVB剧集《忠奸人》中亦有提及。
- 美國電視劇《美少女的謊言》中的萊德利精神病院（Radley Sanitarium）名稱取於書中角色布·萊德利（Boo Radley）。
- 此书在2018年TVN剧集《漢摩拉比小姐》中亦有提及。

## 汉译本
- 《梅岡城的故事》，黃木林 譯，逸群圖書，1982
- 《百舌鸟之死》，舒逊 译，上海译文出版社，1984
- 《枪打反舌鸟》，李占柱 等 译，江苏人民出版社，1983
- 《梅崗城故事》，吳雅惠 譯，漢風出版社，1993，ISBN 957-650-126-1
- 《梅崗城故事》，劉瑞綿 譯，帝尹出版社，1994，ISBN 957-746-024-0
- 《梅岡城故事》，商辛 譯，遠流出版社，2006初版，ISBN 978-957-32-5821-6
- 《梅岡城故事》，商辛 譯，遠流出版社，2010再版，ISBN 978-957-32-6715-7
- 《杀死一只反舌鸟》，高红梅 译，译林出版社，2009（2012年再版，改为「杀死一只知更鸟」）
- 《梅岡城故事（唯一授權全新中譯本）》，顏湘如 譯，麥田出版，2016
- 《杀死一只知更鸟》，李育超 译，译林出版社，2017.2